# アメリカン・バー (加藤和彦のアルバム)
『アメリカン・バー』(BAR AMÉRICAIN)は、1982年3月にワーナー・パイオニアから発売された加藤和彦のコンピレーション・アルバムである。

## 解説
『アメリカン・バー』は1979年から1981年までのワーナー・パイオニア在籍時におけるコンピレーション・アルバムで、同レーベルで制作された『パパ・ヘミングウェイ』、『うたかたのオペラ』、『ベル・エキセントリック』の3枚のアルバムからなる通称『ヨーロッパ三部作』から選ばれた楽曲で構成されている。アルバム編集にあたって楽曲にデジタル・リミックスが施され、収録時間、イントロ、ヴォーカル、音像などにオリジナルのアナログ・マスター音源との異同が見られる。顕著な例として、「レイジー・ガール」や、「ルムバ・アメリカン」に収録されていた佐藤奈々子のヴォーカルがカットされている点、「ルムバ・アメリカン」がフェイド・インでなく最初からフル・ヴォリュームで始まっている点が挙げられる。これらのリミックス音源は、CBSソニー移籍後の1985年に発売されたコンピレーション・アルバム『Le Bar Tango』 や、1988年および2004年の『ヨーロッパ三部作』のリイシューでも使用されていた。なお、『アメリカン・バー』はアナログ・レコードとカセットテープのみの発売で、現在までCD化されていない。

## アートワーク
アート・ディレクションは井上嗣也が担当し、アルバム・カバーにも彼のイラストが用いられた。ライナーノーツは中村とうようが手がけている。レコード帯には、以下のキャッチコピーが記載された。
なお、2004年に再発売された『ヨーロッパ三部作』の購入特典として、本作のアートワークを使用したスリーブケースが頒布された。

## 収録曲
全曲作詞：安井かずみ、作曲：加藤和彦
曲名と時間表記はオリジナル・アナログ・レコードに基づく。

### SIDE 1
1. うたかたのオペラ (L`OPÉRA FRAGILE) - (4:35)
2. パリはもう誰も愛さない (PARIS, YESTERDAY) - (2:52)
3. スモール・キャフェ (SMALL CAFÉ) - (5:11)
4. ラジオ・キャバレー (RADIO CABARET) - (3:55)
5. ディアギレフの見えない手 (DIAGHLEV, L'HOMME-ORCHESTRE) - (2:55)
6. ADIEU, MON AMOUR - (2:54)

### SIDE 2
1. アメリカン・バー (BAR AMÉRICAIN) - (3:22)
2. レイジー・ガール (LAZY GIRL) - (5:06)
3. ルムバ・アメリカン (RUMBA AMERICAN) - (3:01)
4. 浮気なGigi (GIGI, LA DANSEUSE) - (4:25)
5. ロスチャイルド夫人のスキャンダル (SCANDALE DE Mme ROTHCHILD) - (2:51)
6. メモリーズ (MEMORIES) - (5:01)

## クレジット
- All Songs Composed, Arranged & Produced by Kazuhiko Kato
- All lyrics Written by Kazumi Yasui
- Executive Producer - Ikuzo Orita
- Engineers - Yuichi Shima, Masayoshi Okawa, Jack Nuber, Steve Stanley, Jerry Masters, Michael Zimmerling & Boa
- Recorded at
  - Compass Point Studios, Nassau, Bahamas, July 1979
  - Criteria Recording Studios, Miami, Floridia, July 1979
  - Hansa "By The Wall", W.Berlin, July 1980
  - Le Château, Paris, April 1981
- This Album was Digitally Mixed & Mastered Using the Mitsubishi Digital Mastering System, X-80.

### ミュージシャン
- Kazuhiko Kato - Vocal, Guitar
- Kenji Omura - Guitar
- Haruomi Hosono - Bass
- Ray Ohara - Bass
- Yukihiro Takahashi - Drums
- Akiko Yano - Acostic Piano
- Ryuichi Sakamoto - Keyboard
- Nobuyuki Shimizu - Keyboard
- Toru Okada - Keyboard
- Kenji Omura, Haruomi Hosono, Yukihiro Takahashi & Ryuichi Sakamoto Appear Courtesy of Alfa Records.
- Akiko Yano Appear Courtesy of Yano Music/Japan Record.
- Art Direction & Painting by Tsuguya Inoue
- Designed by Tsuguya Inoue & You Ueda for Beans

## 発売履歴
| 形態 | 発売日     | レーベル             | 品番     | アートワーク | 解説         | リマスタリング | 初出/再発 | 備考                                      |
| ---- | ---------- | -------------------- | -------- | ------------ | ------------ | -------------- | --------- | ----------------------------------------- |
| LP   | 1982年03月 | ワーナー・パイオニア | K-6004   | 井上嗣也     | 中村とうよう | 加藤和彦       | 初出      | E式ジャケット デジタル・リミックス        |
| CT   | 1982年03月 | ワーナー・パイオニア | LKF-1009 | 井上嗣也     | 中村とうよう | 加藤和彦       | 初出      | デジタル・リミックス/ドルビーシステム仕様 |